# Pavare pătrată snub
În geometrie o pavare pătrată snub este o pavare semiregulată a planului euclidian. În fiecare vârf se întâlnesc câte trei triunghiuri și două pătrate. Simbolul său Schläfli este s{4,4}.

## Colorare uniformă
Există două colorări uniforme distincte ale unei pavări pătrate snub. (Identificarea culorilor în jurul unui vârf se face cu indici în ordinea (3.3.4.3.4): 11212, 11213.)
| Colorare         | 11212              | 11213             |
| Simetrie         | 4*2, [4+,4], (p4g) | 442, [4,4]+, (p4) |
| Simbol Schläfli  | s{4,4}             | sr{4,4}           |
| Simbol Wythoff   |                    | \| 4 4 2          |
| Diagramă Coxeter |                    |                   |

## Împachetarea cercurilor

Împachetarea cercurilor

Pavarea pătrată snub poate fi folosită pentru împachetarea cercurilor, plasând cercuri cu diametru egal cu centrul în fiecare vârf. Fiecare cerc este în contact cu alte 5 cercuri din pachet (număr de contacte⁠(d)).

## Construcția Wythoff
Pavarea pătrată snub poate fi construită din pavarea pătrată cu ajutorul operației snub sau din pavarea pătrată trunchiată prin trunchiere alternată.
O trunchiere alternată șterge alternativ vârfurile inițiale, creând noi fețe triunghiulare la vârfurile eliminate și reduce numărul laturilor fețelor inițiale la jumătate. În acest caz, pornind de la o pavare pătrată trunchiată cu 2 octogoane și 1 pătrat pe vârf, octogoanele se transformă în pătrate, pătratele inițiale degenerează în laturi, iar 2 noi triunghiuri apar la vârfurile trunchiate din jurul pătratului inițial.
Dacă pavarea inițială are fețe regulate, noile triunghiuri vor fi isoscele. Dacă octogoanele inițiale au lungimile laturilor alternativ lungi și scurte, derivate dintr-un dodecagon regulat, va rezulta o pavare snub cu fețe triunghiulare echilaterale perfecte.
Exemple:
| Octogoane regulate trunchiate alternat   | →(Trunchiere alternată) | Triunghiuri isoscele (pavare neuniformă) |
| Octogoane neregulate trunchiate alternat | →(Trunchiere alternată) | Triunghiuri echilaterale                 |

## Pavări înrudite

Operatorul snub aplicat de două ori pavării pătrate produce o pavare formată din pătrate, triunghiuri neregulate și pentagoane
O pavare izogonală înrudită care combină perechi de triunghiuri în romburi.
O pavare 2-izogonală poate fi realizată prin combinarea a 2 pătrate și 3 triunghiuri în heptagoane
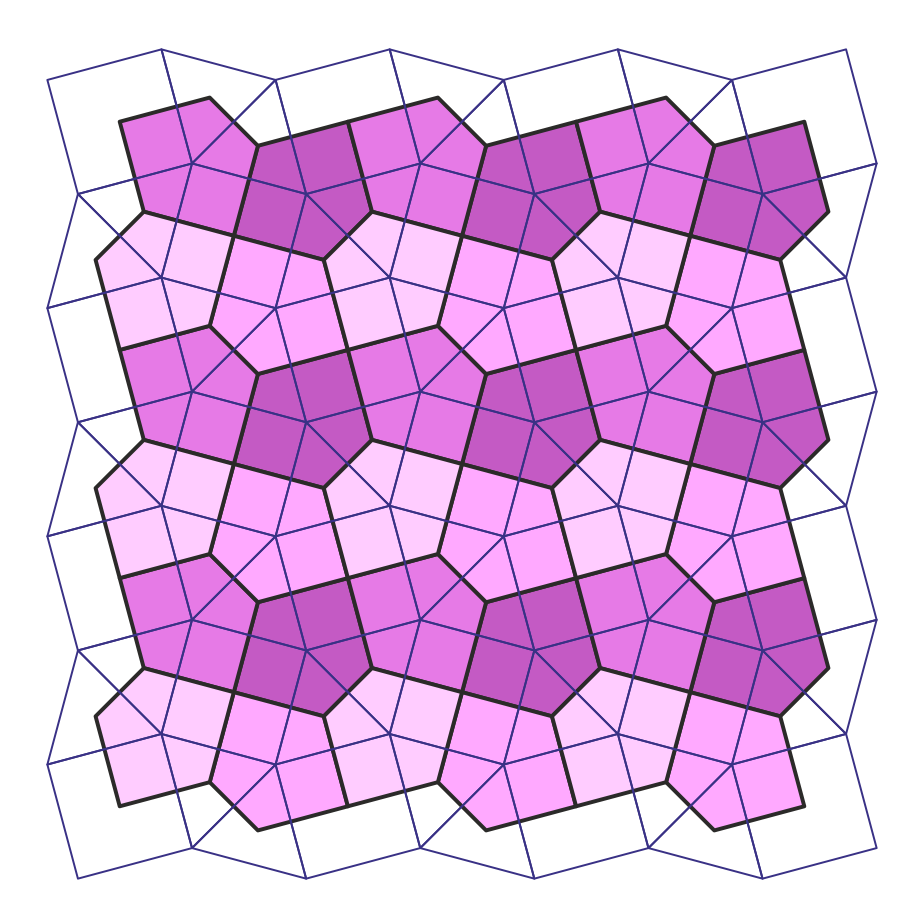
Pavare pentagonală Cairo, duală pavării pătrate snub.

### Pavări k-uniforme înrudite
Pavarea pătrată snub este legată de pavarea triunghiulară alungită care are și ea 3 triunghiuri și 2 pătrate la un vârf, dar într-o ordine diferită, 3.3.3.4.4. Cele două figuri ale vârfului pot fi amestecate în multe pavări k-uniforme.
| Pavări înrudite cu triunghiuri și pătrate | Pavări înrudite cu triunghiuri și pătrate | Pavări înrudite cu triunghiuri și pătrate | Pavări înrudite cu triunghiuri și pătrate | Pavări înrudite cu triunghiuri și pătrate | Pavări înrudite cu triunghiuri și pătrate |            |
| pătrată snub                              | triunghiulară alungită                    | 2-uniforme                                | 2-uniforme                                | 3-uniforme                                | 3-uniforme                                | 3-uniforme |
| p4g, (4*2)                                | p2, (2222)                                | p2, (2222)                                | cmm, (2*22)                               | p2, (2222)                                | p2, (2222)                                |            |
| ----------------------------------------- | ----------------------------------------- | ----------------------------------------- | ----------------------------------------- | ----------------------------------------- | ----------------------------------------- | ---------- |
| [32434]                                   | [3342]                                    | [3342; 32434]                             | [3342; 32434]                             | [2: 3342; 32434]                          | [3342; 2: 32434]                          |            |
|                                           |                                           |                                           |                                           |                                           |                                           |            |

### Serii topologice înrudite de poliedre și pavări
Pavarea pătrată snub este a treia dintr-o serie de poliedre și pavări snub figura vârfului 3.3.4.3.n.
| Variante de pavări snub cu simetrie 4n2: 3.3.4.3.n | Variante de pavări snub cu simetrie 4n2: 3.3.4.3.n | Variante de pavări snub cu simetrie 4n2: 3.3.4.3.n | Variante de pavări snub cu simetrie 4n2: 3.3.4.3.n | Variante de pavări snub cu simetrie 4n2: 3.3.4.3.n | Variante de pavări snub cu simetrie 4n2: 3.3.4.3.n | Variante de pavări snub cu simetrie 4n2: 3.3.4.3.n | Variante de pavări snub cu simetrie 4n2: 3.3.4.3.n | Variante de pavări snub cu simetrie 4n2: 3.3.4.3.n |
| Simetrie 4n2                                       | Sferică                                            | Sferică                                            | Euclidiană                                         | Hiperbolice compacte                               | Hiperbolice compacte                               | Hiperbolice compacte                               | Hiperbolice compacte                               | Paracomp.                                          |
| Simetrie 4n2                                       | 242                                                | 342                                                | 442                                                | 542                                                | 642                                                | 742                                                | 842                                                | ∞42                                                |
| -------------------------------------------------- | -------------------------------------------------- | -------------------------------------------------- | -------------------------------------------------- | -------------------------------------------------- | -------------------------------------------------- | -------------------------------------------------- | -------------------------------------------------- | -------------------------------------------------- |
| Figuri snub                                        |                                                    |                                                    |                                                    |                                                    |                                                    |                                                    |                                                    |                                                    |
| Config.                                            | 3.3.4.3.2                                          | 3.3.4.3.3                                          | 3.3.4.3.4                                          | 3.3.4.3.5                                          | 3.3.4.3.6                                          | 3.3.4.3.7                                          | 3.3.4.3.8                                          | 3.3.4.3.∞                                          |
| Figuri giro                                        |                                                    |                                                    |                                                    |                                                    |                                                    |                                                    |                                                    |                                                    |
| Config.                                            | V3.3.4.3.2                                         | V3.3.4.3.3                                         | V3.3.4.3.4                                         | V3.3.4.3.5                                         | V3.3.4.3.6                                         | V3.3.4.3.7                                         | V3.3.4.3.8                                         | V3.3.4.3.∞                                         |

Pavarea pătrată snub este a treia dintr-o serie de poliedre și pavări snub figura vârfului 3.3.n.3.n.
| Figuri snub |            |            |            |            |            |            |            |            |
| Config.     | 3.3.2.3.2  | 3.3.3.3.3  | 3.3.4.3.4  | 3.3.5.3.5  | 3.3.6.3.6  | 3.3.7.3.7  | 3.3.8.3.8  | 3.3.∞.3.∞  |
| Figuri giro |            |            |            |            |            |            |            |            |
| Config.     | V3.3.2.3.2 | V3.3.3.3.3 | V3.3.4.3.4 | V3.3.5.3.5 | V3.3.6.3.6 | V3.3.7.3.7 | V3.3.8.3.8 | V3.3.∞.3.∞ |

|                |        |          |        |          |          |         |            |            |
|                |        |          |        |          |          |         |            |            |
| {4,4}          | t{4,4} | r{4,4}   | t{4,4} | {4,4}    | rr{4,4}  | tr{4,4} | sr{4,4}    | s{4,4}     |
| Duale uniforme |        |          |        |          |          |         |            |            |
|                |        |          |        |          |          |         |            |            |
|                |        |          |        |          |          |         |            |            |
| V4.4.4.4       | V4.8.8 | V4.4.4.4 | V4.8.8 | V4.4.4.4 | V4.4.4.4 | V4.8.8  | V3.3.4.3.4 | V3.3.4.3.4 |